# 崇広堂
崇広堂（すうこうどう）は、三重県伊賀市上野丸之内78-1にある建築物。三重県に現存する唯一の藩校建築であり、国の史跡に指定されている。文化財指定名称は旧崇広堂（きゅうすうこうどう）。施設管理は公益財団法人伊賀市文化都市協会。

## 沿革

### 藩校時代
1821年（文政4年）、伊勢国津藩の第10代藩主藤堂高兌が藩校である有造館の支校として建築させた。上野城の城址にある。
「崇廣堂」の名は『書経』周官の「功崇惟志、業廣惟勤」に由来している。扁額は上杉鷹山の筆。
剣術や槍術などの道場が併設されていたことも知られており、「御学館内絵図」（伊賀市上野図書館蔵）の崇広堂見取図、『伊賀市史 通史編』にも確認できる。道場では戸波流（新陰流）や若山流（神影自弁流）、代々藤堂家に仕えた剣術指南役の津田家が教えた新陰流の道場の場所も記載がある。

### 近現代
1905年（明治38年）には崇広堂の建物を利用して阿山郡教育会附属図書館が開館した。
1930年（昭和5年）11月19日、「旧崇広堂」として国の史跡に指定された。
1984年（昭和59年）には別地点に上野市立図書館（現・伊賀市上野図書館）が新築され、図書館としての役目を終えた。敷地の一部は上野市立崇廣中学校（現・伊賀市立崇広中学校）となっている。

## 施設

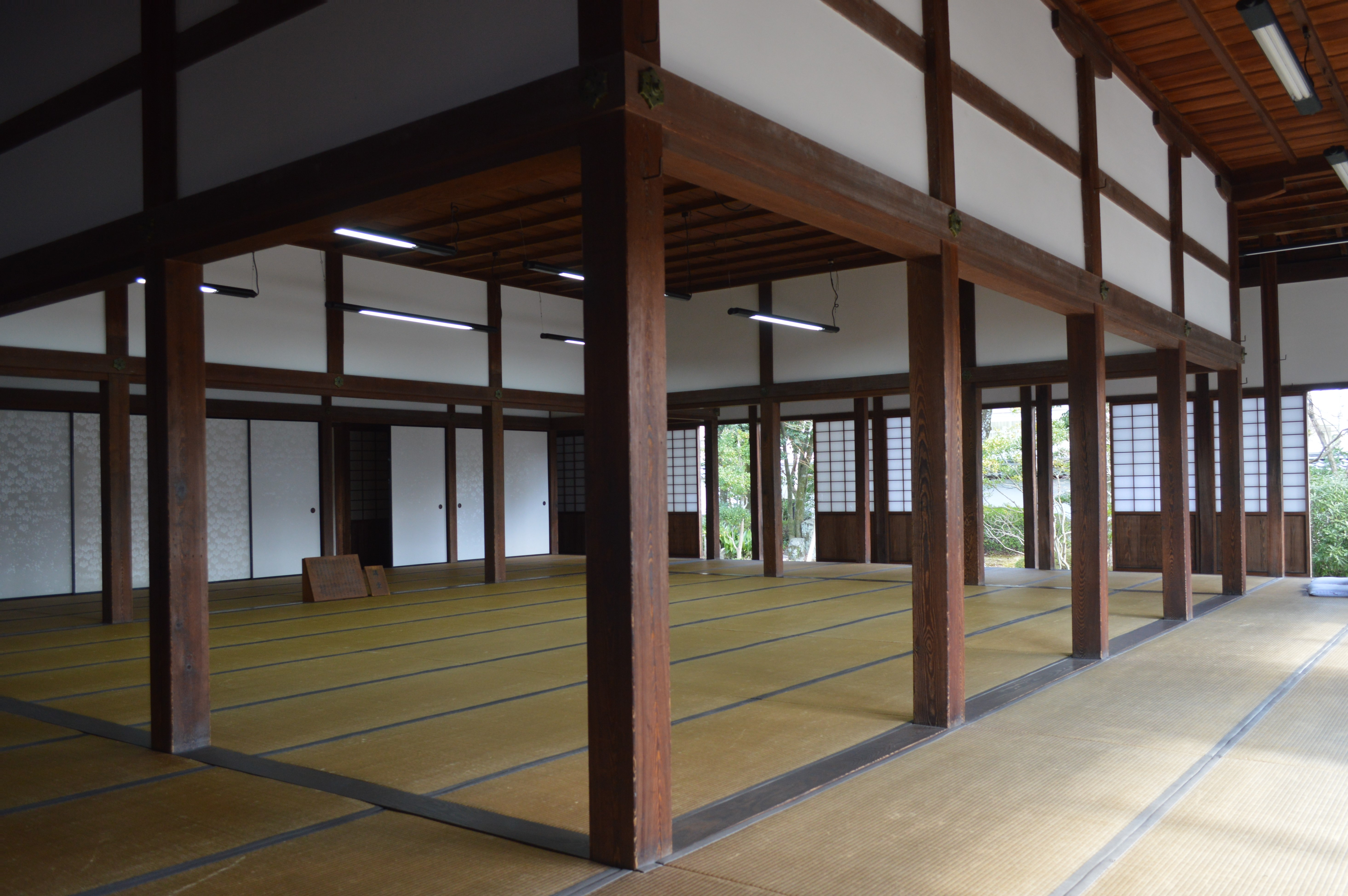
講堂

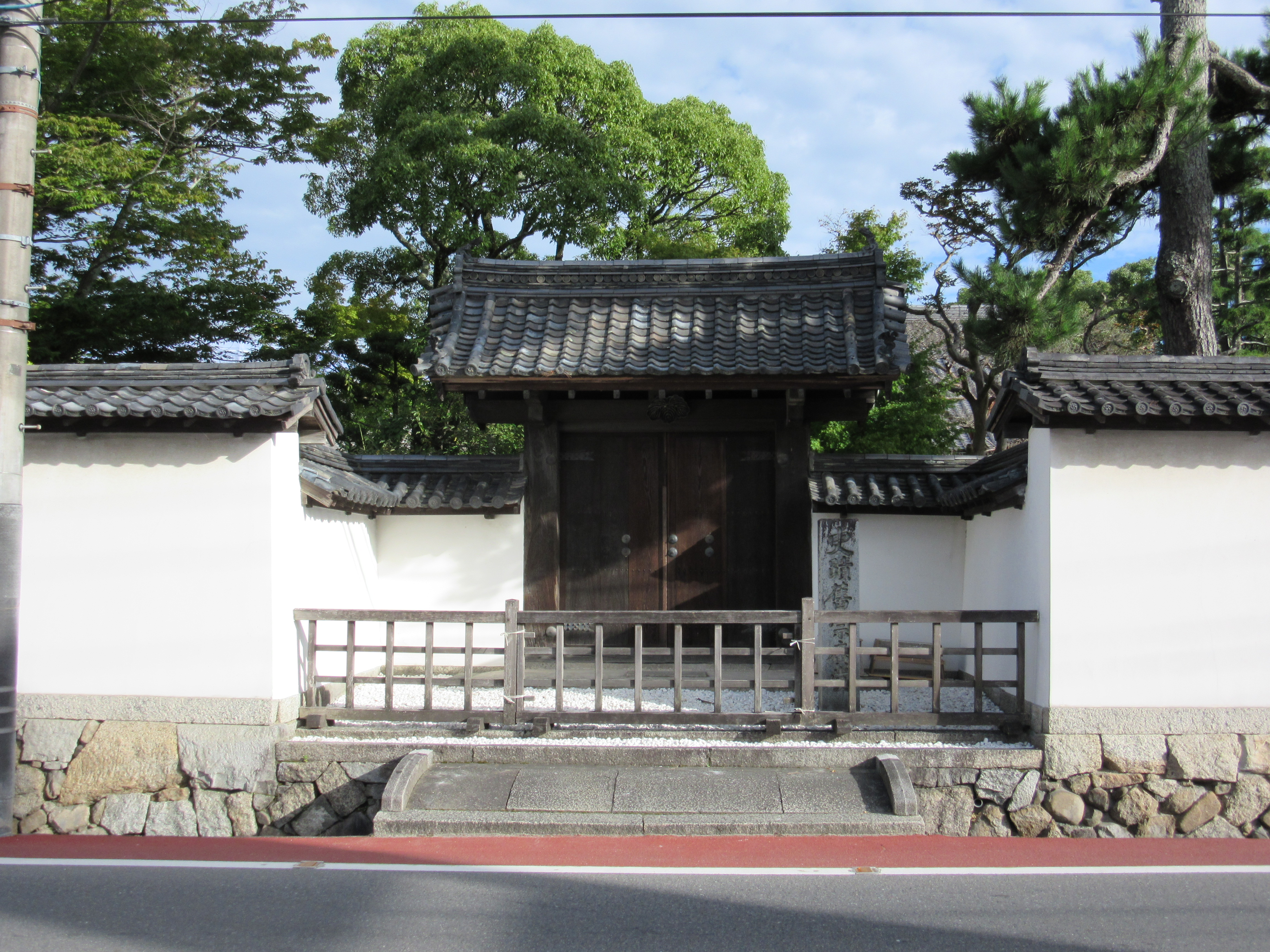
表門

- 講堂 - 72畳の広間。
- 御成門
- 表門
- 有恒寮（ゆうこうりょう）
- 小玄関
- 台所棟